# Tadeusz Pagiński

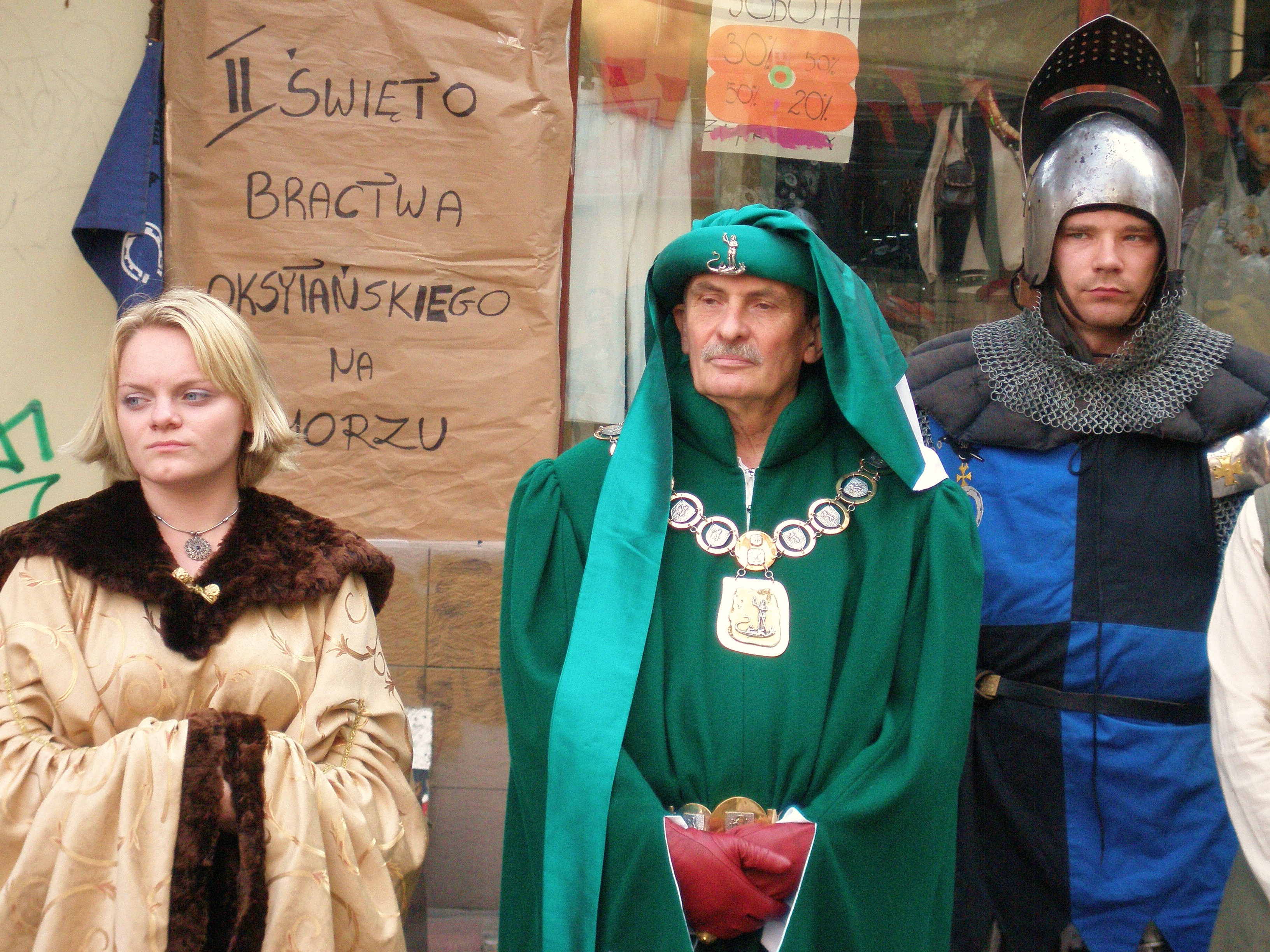
Tadeusz Pagiński jako Hetman Wielki Rycerstwa Polskiego (Sopot 2010)

Tadeusz Pagiński (ur. 12 czerwca 1947 w Gdańsku, zm. 9 listopada 2023) – polski szermierz, w latach 1989–2008 trener reprezentacji Polski kobiet we florecie.

## Życiorys

### Kariera sportowa
Karierę sportową jako szermierz rozpoczął w 1963 i do 1968 trenował oraz występował jako zawodnik AZS Gdańsk. W 1974 ukończył studia na Wyższej Szkole Wychowania Fizycznego w Gdańsku. Po zakończeniu kariery sportowej, pozostając w swoim klubie, został instruktorem a następnie trenerem.
W 2000 Polski Związek Szermierczy nadał mu tytuł fechmistrza. Był to pierwszy tytuł fechtmistrza nadany trenerowi od 1939.
Od 1989 do 2008 był trenerem kadry narodowej seniorek oraz kadry olimpijskiej we florecie kobiet. Podopiecznymi i wychowankami Tadeusza Pagińskiego są m.in.: Sylwia Gruchała (trener indywidualnie od 2001), Magdalena Mroczkiewicz (trener indywid. od 1991), Małgorzata Wojtkowiak (trener indywid. od 2006), Barbara Szewczyk-Wolnicka, Anna Wojtczak-Sobczak, Katarzyna Felusiak-Zakrzewska, Agnieszka Szuchnicka-Wąsowicz, Magdalena i Izabela Knop.

### Działalność rekonstrukcyjna
Zaangażowany także w działalność związaną z rekonstrukcją historyczną. Był jednym z twórców Kapituły Rycerstwa Polskiego – ogólnopolskiej organizacji zrzeszającej grupy rekonstrukcyjne.  Współtwórca Reguły Rycerskiej.  Od 1997 do 2015 Hetman Wielki Kapituły Rycerstwa Polskiego. W okresie późniejszym Hetman Senior Kapituły Rycerstwa Polskiego. Zaangażowany w tworzenie regulaminów walk rycerskich oraz wskrzeszenia idei rycerskiej wśród młodzieży. Utworzył Order Orła z Mieczem oraz godność Damy Bursztynowej Róży – najwyższych odznaczeń w ruchu rekonstrukcyjnym w Polsce.
Wielki Fechmistrz Gdańskiej Szkoły Fechtunku Bractwa św. Jerzego, wskrzeszonej z jego inicjatywy w 1991.

## Osiągnięcia trenerskie[4]
- 2000 – IO Sydney – srebrny medal drużynowo (Trener Kadry i Trener Klubowy)
- 2004 – IO Ateny – brązowy medal indywidualnie Sylwii Gruchały (Trener Kadry i Trener Klubowy)
- 2007 – MŚ St. Petersburg – złoty medal drużynowo (Trener Kadry i Trener Klubowy)
- 2003 – MŚ Hawana – złoty medal drużynowo (Trener Kadry i Trener Klubowy)
- 2003 – MŚ Hawana – srebrny medal indywidualnie Sylwii Gruchały (Trener Kadry i Trener Klubowy)
- 2002 – MŚ Lizbona – srebrny medal drużynowo (Trener Kadry i Trener Klubowy)
- 1999 – MŚ Seul – srebrny medal drużynowo (Trener Kadry i Trener Klubowy)
- 2004 – MŚ Nowy Jork – brązowy medal drużynowo (Trener Kadry i Trener Klubowy)
- 1998 – MŚ La Chaux de Fonds – brązowy medal drużynowo (Trener Kadry i Trener Klubowy)
- 2000 – ME Madera – złoty medal indywidualnie Sylwii Gruchały (Trener Kadry)
- 2005 – ME Zalaegerszeg – złoty medal indywidualnie Sylwii Gruchały (Trener Kadry i Trener Klubowy)
- 2002 – ME Moskwa – złoty medal indywidualnie Sylwii Gruchały (Trener Kadry i Trener Klubowy)
- 2002 – ME Moskwa – złoty medal drużynowo (Trener Kadry i Trener Klubowy)
- 2003 – ME Bourges – złoty medal drużynowo (Trener Kadry i Trener Klubowy)
- 1997 – ME Gdańsk – brązowy medal indywidualnie Anny Rybickiej (Trener Kadry)
- 2004 – ME Kopenhaga – brązowy medal indywidualnie Anny Rybickiej (Trener Kadry)
- 2006 – ME Izmir – brązowy medal indywidualnie Anny Rybickiej (Trener Kadry)
- 2008 – ME Kijów – brązowy medal indywidualnie Małgorzaty Wojtkowiak (Trener Kadry i Trener Klubowy)
- 2000 – ME Madera – brązowy medal drużynowo (Trener Kadry i Trener Klubowy)
- 2006 – ME Izmir – brązowy medal drużynowo (Trener Kadry i Trener Klubowy)
- 2004 – Pierwsze miejsce drużynowo za rok 2004 w Pucharze Świata (Trener Kadry i Trener Klubowy)
- 2005 – Pierwsze miejsce Sylwii Gruchały za rok 2005 w Pucharze Świata (Trener Kadry i Trener Klubowy)

Pod jego opieką zdobyto ponad 50 medali z Mistrzostw Świata Juniorów i Kadetów. W tym 21 medali seniorskich z Igrzysk Olimpijskich, Mistrzostw Świata i Mistrzostw Europy. Ponadto jako trener zdobył:
- 11 drużynowych zwycięstw Pucharu Świata (trener kadry, trener klubowy)
- 7 indywidualnych zwycięstw Sylwii Gruchały w Pucharze Świata (trener kadry, trener klubowy)
- 2 indywidualne zwycięstwa Sylwii Gruchały w Pucharze Świata (trener kadry)
- 1 indywidualne zwycięstwo Anny Rybickiej w Pucharze Świata (trener kadry)
- 24 zwycięstwa Drużynowych Mistrzostw Polski Seniorek (AZS-AWF Gdańsk)
- 14 zwycięstw Indywidualnych Mistrzostw Polski Seniorek (AZS-AWF Gdańsk)

Ponad 600 medali w Mistrzostwach Polski w różnych kategoriach wiekowych, w tym 24-krotnie tytuł drużynowych mistrzyń Polski.

## Odznaczenia, nagrody i wyróżnienia
- Krzyż Komandorski Orderu Odrodzenia Polski (2004)[6]
- Krzyż Kawalerski Orderu Odrodzenia Polski (2000)
- Brązowy Krzyż Zasługi (1984)
- Medal Komisji Edukacji Narodowej (2003)
- Order Świętego Stanisława (2004)
- Gwiazda w Alei Gwiazd Sportu we Władysławowie (2005)
- Główna nagroda w konkursie „Najlepszy Trener Pracujący z Kobietami” (2005, Komisja Sportu Kobiet PKOL)
- Główna nagroda za osiągnięcia w 2007 roku w konkursie Trenera Roku (2008, Komisja Sportu Kobiet PKOL)
- Najlepsza Drużyna Roku 2000 w Plebiscycie Przeglądu Sportowego (2000)
- Nagroda Federation Internationale D`Escrime (2003, FIE)
- 16 Nagród Prezesa Urzędu Kultury Fizycznej i Sportu, Ministerstwa Edukacji Narodowej i Sportu, Ministerstwa Sportu i Turystyki
- Najlepszy Trener Województwa Gdańskiego, Pomorskiego i Miasta Gdańska – pięciokrotnie
- Nagroda im. Eugeniusza Piaseckiego na 100-lecie AZS Gdańsk (2008)